# John Dal Piaz
John Dal Piaz, né le 26 février 1865 à Paris où il est mort le 18 juin 1928, est un homme d'affaires français ayant évolué dans le milieu de la marine. 

## Biographie
Né dans une famille de la grande bourgeoisie parisienne, il intègre la Compagnie générale transatlantique en 1888, à l'âge de 23 ans, d'abord au cours de stages dans les structures portuaires, puis en tant que secrétaire du président d'alors, Eugène Pereire. Dix ans plus tard, il devient secrétaire général de la compagnie.
En 1904, alors que l'entreprise connaît un certain nombre de difficultés économiques, Péreire en est écarté, au profit de l'industriel Jules Charles-Roux qui est chargé de réorganiser la société. Désireux de s'entourer d'une nouvelle génération de collaborateurs, il fait appel à Dal Piaz, qui est rapidement promu directeur général. Sous l'impulsion des deux hommes, la compagnie prend son envol, et occupe une place de premier plan au début de la Première Guerre mondiale.
En 1918, Charles-Roux meurt et est remplacé par Gaston de Pellerin de Latouche, qui meurt lui-même en 1920. John Dal Piaz devient alors président de la compagnie à une époque où celle-ci doit se reconstruire à la suite du conflit. Sous sa présidence, de nouveaux navires sont terminés, notamment le Paris, dont il surveille de près la finition. Il ouvre également de nouveaux marchés pour la compagnie, avec en particulier la mise en place de circuits touristiques en Afrique du Nord.
En 1927, enfin, il permet la mise en service de l'Île-de-France, fleuron de la flotte de la « Transat ». Cette période est généralement considérée comme l'âge d'or de la firme qui profite notamment de la clientèle américaine attirée par les navires français en pleine période de la prohibition. Peu après, Dal Piaz ébauche l'idée de ce qui sera plusieurs années plus tard le paquebot Normandie.
Sa mort prématurée en juin 1928, des suites d'une congestion pulmonaire, ouvre une période d'instabilité pour la compagnie, rapidement fragilisée par la crise économique. Cette période ne se referme qu'en 1932, avec l'arrivée de Marcel Olivier et Henri Cangardel à la direction de la société. Malgré la brièveté de son passage à la tête de la Compagnie Générale Transatlantique, John Dal Piaz est considéré comme l'un des hommes qui ont durablement marqué l'histoire de l'entreprise. C'est également l'un des rares présidents de la « Transat  »à avoir fait l'ensemble de sa carrière dans le monde maritime, la plupart des autres étant avant tout des industriels. La compagnie lui rend hommage en nommant Président Dal Piaz un de ses paquebots de la ligne de l'Afrique du Nord mis en service en 1929.
Administrateur de nombreuses sociétés telles la Banque d'Algérie, les Chantiers de Saint-Nazaire, et la Compagnie internationale de navigation aérienne, il est membre de l'Académie des marins et de l'Institut colonial français. Il est également président de la société Les armateurs français.
Marié en 1899 à Marthe Baudouin (témoin Eugène Pereire), sa fille Suzanne épousera Pierre Olphe-Galliard, président de la SCTT. Il meurt à son domicile après une courte maladie. Il est inhumé au cimetière du Père-Lachaise (6e division).

## Distinctions
- Grand-croix de la Légion d'honneur (1927)